# Drepanulatrix falcataria
Drepanulatrix falcataria är en fjärilsart som beskrevs av Alpheus Spring Packard 1876. Drepanulatrix falcataria ingår i släktet Drepanulatrix och familjen mätare. Inga underarter finns listade i Catalogue of Life.